# 리메스 게르마니쿠스
리메스 게르마니쿠스(라틴어:Limes Germanicus, 게르만 경계)는 83년부터 260년까지 로마 제국을 게르만족으로부터 방어하던 방어벽이다.

## 역사
기원후 9년 토이토부르크 숲 전투에서 패배한 후 아우구스투스 황제는 국경을 따라 요새를 짓기 시작했다.
흔히 알고 있는 것과 다르게 리메스 게르마니쿠스는 게르만족을 완전히 차단하기 위해서 만들어진 것은 아니었다. 망대 주변에는 벽이 열려 있어서 상인이나 주민들이 출입할 수 있었고, 성벽의 역할은 이 통행을 단속하는 것이었다.

## 오늘날의 리메스 게르마니쿠스
2005년도에 유네스코 세계유산에 등록되었다.

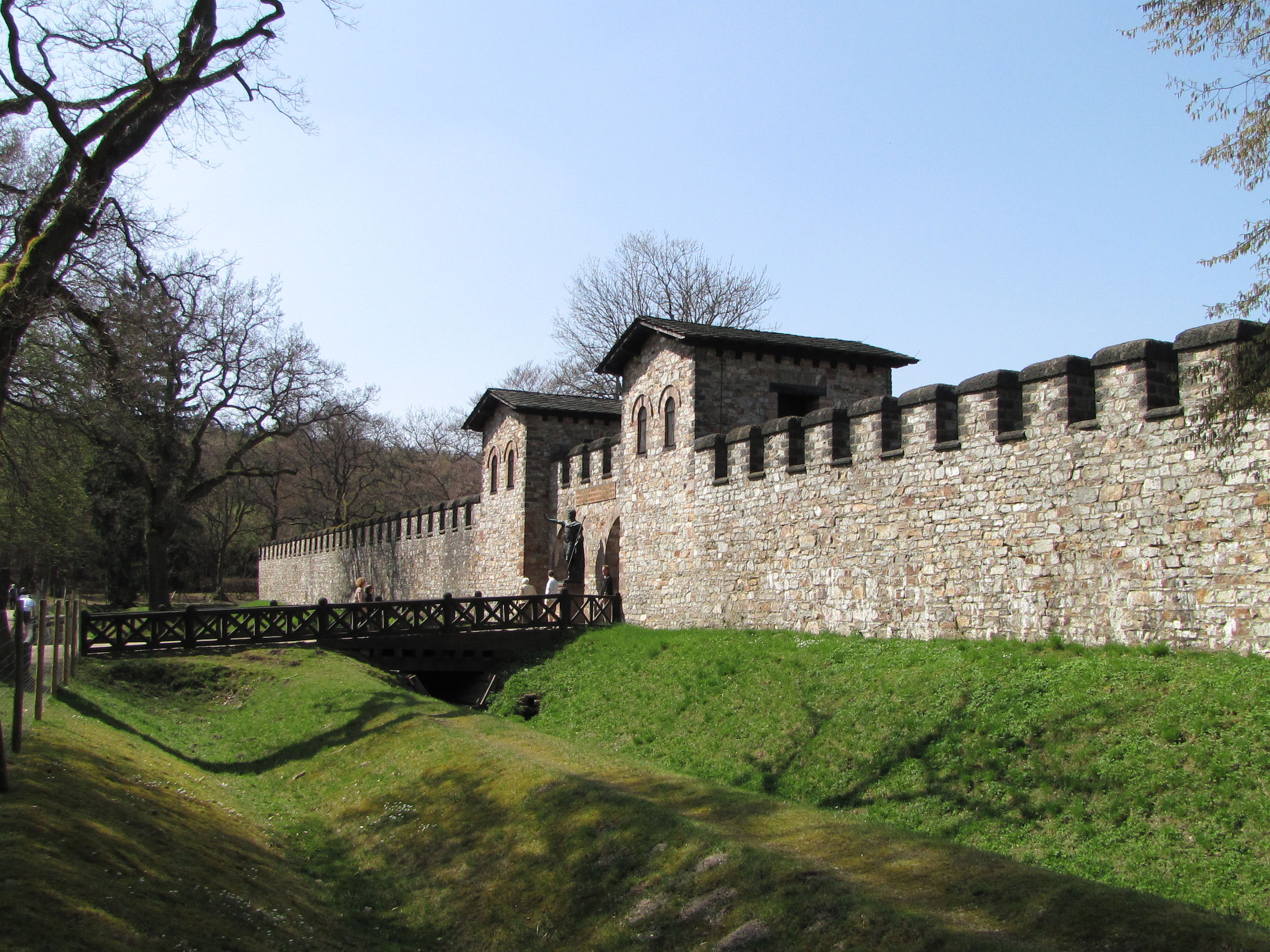
복원된 자알부르크 요새.